# Johnny Neumann
Carl John Neumann, detto Johnny (Memphis, 11 settembre 1951 – Oxford, 23 aprile 2019), è stato un cestista e allenatore di pallacanestro statunitense, professionista nella ABA, nella NBA e in Italia.

## Carriera
Venne selezionato dai Chicago Bulls al sesto giro del Draft NBA 1973 (98ª scelta assoluta).
Da allenatore guidò il Libano ai Campionati asiatici del 2001 e ai Campionati mondiali del 2002.

## Palmarès

### Giocatore
- NCAA AP All-America Second Team (1971)
- ABA All-Rookie Team (1972)
- Miglior tiratore di liberi nei Playoff ABA (1974)
- Quarantottesimo miglior marcatore di sempre ABA
- Trentottesimo miglior giocatore per palle rubate di sempre ABA
- Trentanovesimo per numero di assist di sempre ABA
- Coppa delle Coppe: 1

Pall. Cantù: 1978-79